# El Judici Final de Vrancke van der Stockt
El Judici Final, és una pintura de Vrancke van der Stockt, actualment en el Museu d'història de València, que ha pertangut a l'Ajuntament d'aquesta localitat des que va ser adquirida pels jurats de la mateixa l'any 1494.
La pintura forma part d'un tríptic, les portes del qual van ser robades cap a 1860, i pesi a reaparèixer en 2003 en poder d'un anticuari de Brussel·les, van ser adquirides per una entitat bancària, passant més tard al ministeri d'Hisenda com a dació en paga d'impostos, passant Museu Nacional de Ceràmica i Arts Suntuarias González Martí, que les va cedir al Museu de Belles arts de València.

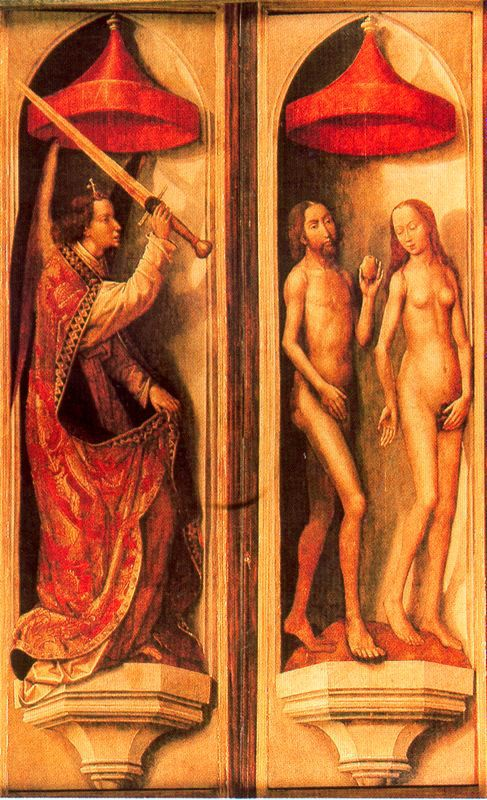
Paradís i Infern, al Museu de Belles Arts de València.

L'escena central representa un Judici Final amb Crist en majestat entre sant Juan Bautista i la seva mare, la Mare de Déu, conforme al model tradicional de la Déesis o pregària perfecta. Sota ells l'Arcàngel Miguel amb la balança i una llança, amb la qual fereix a un petit dimoni que intenta vèncer la balança cap al seu costat. L'escena s'inspira en el Políptico del Judici Final de Van der Weyden, a qui també es deu la ubicació de l'escena en una portada gòtica en la qual en petites escenes fingint escultures es troben representades les obres de misericòrdia. Les taules laterals, amb el Paraiso i l'Infern, s'inspiren en les taules d'igual assumpte de Dirk Bouts, actualment conservades en el Museu de Belles arts de Lille.